# Stenabohöjden
A Stenabohöjden (PRONÚNCIA APROXIMADA stêna-bu-hêiden) é a montanha mais alta da província histórica da Västergötland. Está localizada no planalto do sul da Suécia, na proximidade da localidade de Österbymo, no sul da província. O seu ponto mais alto tem 328 metros.